# Макаров, Сергей Константинович
Сергей Константинович Макаров (1909—1964) — советский химик-технолог, дважды лауреат Сталинской премии (1946, 1948).

## Биография
Окончил Московский нефтяной институт (1931).
С 1932 г. работал в Центральном институте авиатоплив и масел (ЦИАМ-ЦИАТИМ, с 1954 г. — Всесоюзный НИИ по переработке нефти, ВНИИНП), научный сотрудник физико-химического отдела, с 1946 г. зав. лабораторией каталитических процессов, позднее одновременно главный инженер и зам. директора института.

## Научная деятельность
Один из разработчиков советской технологии каталитического крекинга. Также под его руководством были разработаны технологии процессов гидроочистки, полимеризации, алкилирования и др.

## Награды и звания
- Кандидат технических наук.
- Сталинская премия 2 степени (1946 год) — за разработку и внедрение процесса и катализаторов каталитического крекинга на Ново-Куйбышевском НПЗ.
- Сталинская премия 1 степени (1948 год) — за разработку новых процессов получения смазочных масел.